# Impatiens chevalieri
Impatiens chevalieri är en balsaminväxtart som beskrevs av Tardieu. Impatiens chevalieri ingår i släktet balsaminer, och familjen balsaminväxter. Inga underarter finns listade i Catalogue of Life.